# Temerario (D-37)
El Temerario (D-37) era un modelo de destructor de la clase Audaz construido por Bazán para la Armada Española. Fue inicialmente una versión española de los torpederos franceses de la clase "Le Fier". Durante su construcción y vida operativa fue clasificado como Torpedero, Cazasubmarinos, Fragata Rápida y Destructor ASW.

## Diseño
A principios de los años 1940, los nazis proporcionaron a la Armada Española los planos de estos buques que habían sido capturados en 1940, cuando se hallaban en construcción para la Marina Francesa, y pasaron luego a manos de la Kriegsmarine. Los buques de la clase fueron incluidos en el Programa de Modernización elaborado con la colaboración de Estados Unidos tras los acuerdos de 1953.

## Historial
Fue entregado a la Armada en Ferrol el 16 de marzo de 1964. Inicialmente, fue asignado junto con los demás buques de la misma clase a la 31 escuadrilla de Escolta con base en Ferrol.
En mayo de 1969, participó en las operaciones de rescate de los cuerpos de los tripulantes de un Grumman Albatross del Ejército del Aire que se había estrellado en aguas del Cabo de Gata.
Tras la pérdida del Ariete (D-36), fue transferido a Cartagena, donde al igual que todos sus compañeros de clase, excepto el Ariete, debido a sus continuos problemas de propulsión y estabilidad, fue dado de baja prematuramente el 31 de diciembre de 1975 y posteriormente fue desguazado.

### Buques de la clase
- Audaz
- Osado
- Meteoro
- Furor
- Rayo
- Ariete
- Intrépido
- Relámpago

### Buques similares
- Clase Le Fier

### Listas relacionadas
- Anexo:Destructores de España